# 3,3,5-三甲基环己醇
3,3,5-三甲基环己醇是血管舒张剂环扁桃酯}、防晒霜成分胡莫柳酯和神经性毒剂VP的前体。它可以通过将异佛尔酮氢化合成。它有薄荷味。

## 合成
3,3,5-三甲基环己醇可由异佛尔酮在镍催化下氢化制得。